# Garcinia indica

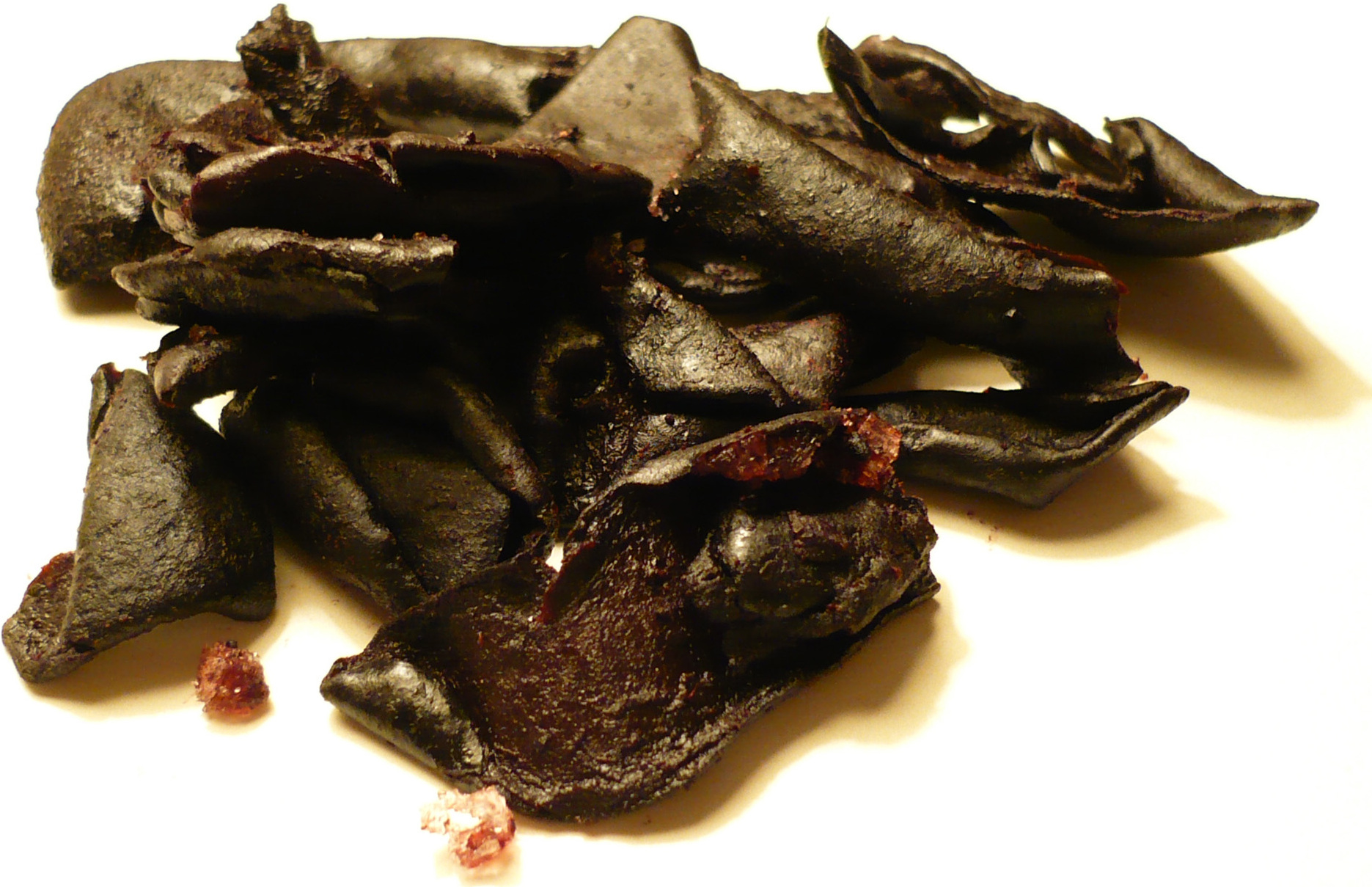
Suszona skórka kokam

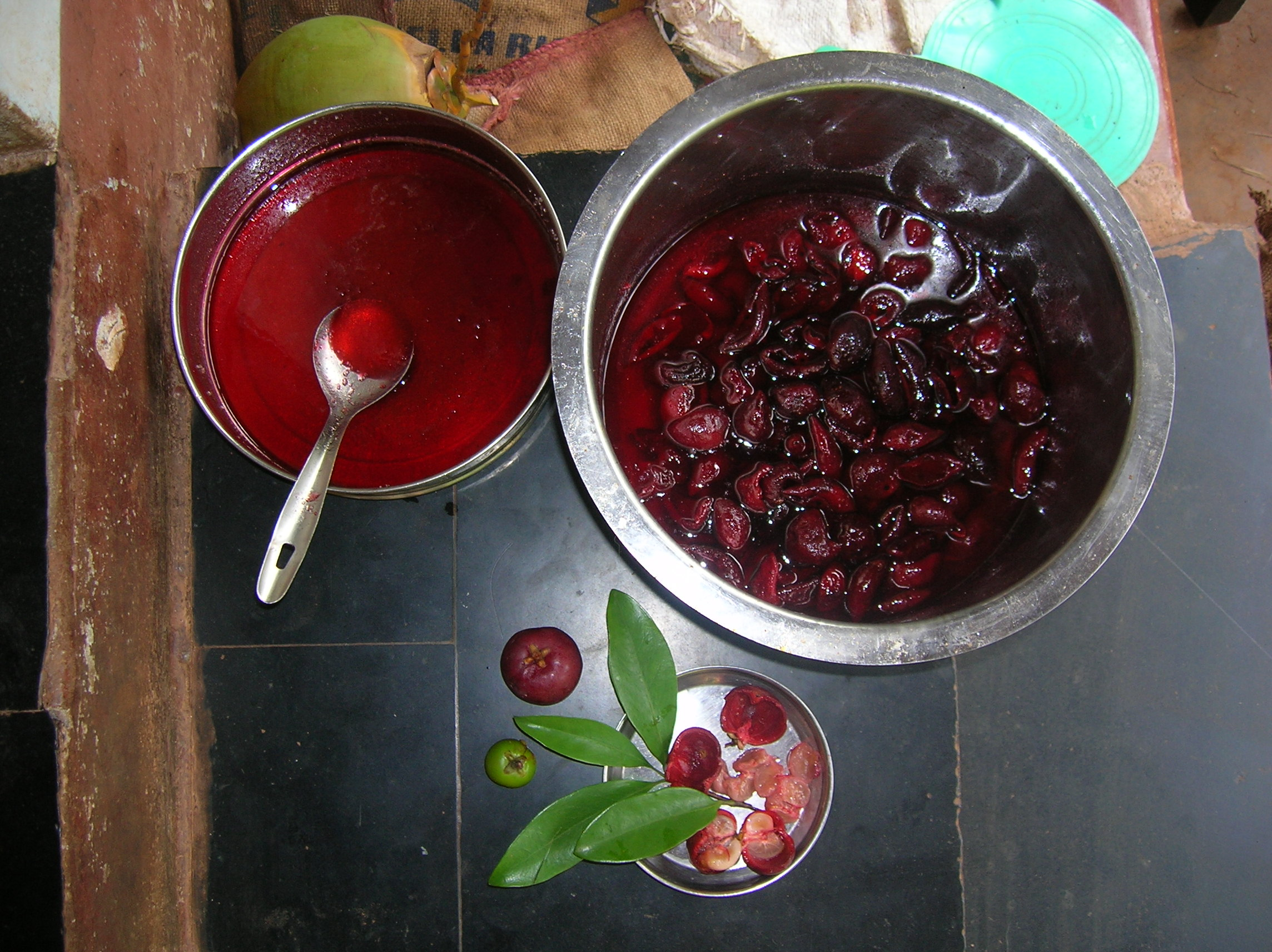
Po prawej namoczone skórki owoców, po lewej otrzymany z nich syrop

Garcinia indica – gatunek drzewa z rodziny kluzjowatych (Clusiaceae Lindl.). Pochodzi z zachodniego wybrzeża Indii.

## Morfologia
PokrójWieczniezielone drzewo, dochodzące do 18 m wysokości. Korona większych drzew stożkowa.
LiścieUlistnienie nakrzyżległe. Liście podłużne, eliptycznojajowate, niebieskawozielone
KwiatyObupłciowe, wyrastają w skupiskach na szczytach pędów.
OwoceOkrągłe, fioletowe, jadalne jagody o średnicy do 2,5 cm, zawierające 5 do 8 nasion. Miąższ i skórka kwaskowate, bardzo aromatyczne.

## Zastosowanie
- Kwaskowate skórki owoców suszy się i wykorzystuje w kuchni indyjskiej, zwłaszcza na zachodnim wybrzeżu Indii. Przyprawa szczególnie popularna w kuchni goańskiej, gdzie owoce, znane pod nazwą kokam, stosuje się do zakwaszania potraw zamiast tamaryndu preferowanego w innych regionach Indii[6].
- Do sporządzania napojów.
- Z nasion pozyskuje się olej, wykorzystywany w przemyśle kosmetycznym.